# Конституционный референдум в Венесуэле (декабрь 1999)
Конституционный референдум 15 декабря 1999 года был проведён для одобрения новой конституции Венесуэлы, проект которой был составлен Конституционной ассамблеей, избранной летом того же года.
В результате большинство участников референдума согласились одобрить новую Конституцию. Явка составила 42,04 %.

## Результаты
| Ответ                 | Голоса     | %     |
| --------------------- | ---------- | ----- |
| За                    | 3 301 475  | 71,78 |
| Против                | 1 298 105  | 28,22 |
| Недействительные      | 219 476    | —     |
| Всего                 | 4 819 786  | 100   |
| Зарегистрировано/Явка | 10 940 596 | 42,04 |
| Источник: CNE         |            |       |